# Korriban
Korriban, též nazývaný Moraband, je fiktivní planeta ze světa Star Wars, odkud pochází pradávní Sithové, vládnoucí temné straně Síly. Nyní je Korriban opuštěnou hřbitovní planetou plnou hrobů dávných Sithských pánů, z nichž vychází moc temné strany. To je důvodem, proč se málokdo, zejména rytíři Jedi, odváží vstoupit na povrch planety. 

## Popis
Povrch je pokryt převážně rudým pískem a nejčastějším přírodním úkazem jsou ohromná skaliska, spletité jeskyně a široká údolí. Na planetě se téměř nevyskytují moře či jiné souvislé vodní plochy, přesto je Korriban plný života. Žijí zde převážně dravci ovládaní temnou stranou Síly, jako například terentatekové (obří rancorům podobné nestvůry zaměřené na lov na Sílu citlivých osob), tuk'aty (sithští rohatí psi), netopýři shyrackové, či draci hssissové.
Ačkoliv je tato planeta na první pohled bezvýznamná a již během Zlatého věku Sithů byla pouhou hřbitovní planetou, vždy se na ní ti, kteří mají co do činění s temnou stranou Síly, vracejí kvůli skrytým tajemstvím Sithů.

### Údolí Temných pánů
Jedná se o nejvýznamnější památku na celé planetě. Pradávní Sithové (nazývali ho původně Údolím spících králů) v něm stavěli bohatě vyzdobené hrobky svých zemřelých vládců. Když na planetu přistáli vyhnaní temní Jediové, rozhodli se v této tradici pokračovat a jednotliví Temní páni ze Sithu se v tomto údolí také nechali pohřbívat. I když bylo toto údolí několikrát srovnáno se zemí, je pohled na hrobky i nadále impozantní a dechberoucí. 
Zde je seznam nejvýznamnějších objektů v Údolí Temných pánů:
- Velký chrám Korribanu (datum výstavby neznámé)
- Pevnost lorda Khreusise (zbudována cca 3650 BBY)
- Sithská akademie (zbudována před 5000 BBY, několikrát zbořena a znovu vystavena)
- Hrobka Tulaka Horda (zbudována mezi léty 5300 - 5100 BBY)
- Hrobka Darth Krayta (zbudována kolem 130 ABY, jeho tělo však zde nebylo pohřbeno)
- Hrobka Luda Kresshe (zbudována narychlo kolem 5000 BBY, pravděpodobně nebyla výstavba dokončena, cesta do ní vede přes hlubokou jeskyni)
- Hrobka Ajunty Palla (zbudována kolem 6800 BBY)
- Hrobka Marky Ragnose (zbudována 5000 BBY)
- Hrobka Nagy Sadowa (zbudována kolem 5000 BBY, jeho tělo však zde nebylo pohřbeno, obsahuje rakatskou hvězdnou mapu)
- Hrobka Sharoka-Nura (datum výstavby neznámé, pravděpodobně kolem 5000 BBY, neboť se jednalo o učedníka Luda Kresshe)
- Hrobka Darth Vadera (zbudována před 4 ABY, kde měl spočinout Darth Vader, avšak ten nakonec zemřel na světlé straně Síly. Hrobku proto ostatní duchové Temných pánů hodlali přenechat naklonovanému Sidiousovi, avšak ten jejich nabídku odmítl. Hrobka tedy zůstala prázdná[3])
- Hrobka XoXaana (zbudována pravděpodobně kolem roku 6900 BBY)
- Hrobka Darth Banea (zbudována kolem 1000 BBY v Sithské akademii[4])